# 林以文
林 以文（りん いぶん、1913年12月14日 - 1976年3月26日）は、日本の実業家、台湾の政治家である。惠通企業（現在のヒューマックス）創業者・社長。東京華僑総会会長、日本華僑連合総会（現在の日本中華連合総会）会長を歴任した。中国国民党の政治家としては、台湾の僑選立法委員（在外立法委員）を務めた（1973年 - 1976年）。

## 人物・来歴

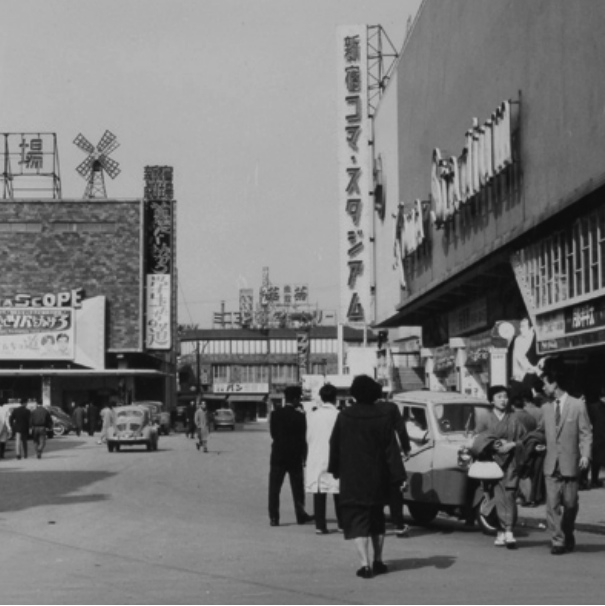
東京都新宿区歌舞伎町、左が以文が開業した新宿劇場、右は東宝の新宿コマ劇場。1960年（昭和35年）2月の写真。

1913年（大正2年）12月14日、日本統治時代の台湾・台中州大屯郡霧峰庄柳樹湳（現在の台湾台中市霧峰区柳樹湳）に生まれる。父の林錦順は、16歳のときに独立して菓子店を経営、18歳にして柳樹湳という小字の長に推され、日本統治時代に入って柳樹湳区長を務めた人物で、以文はその三男である。兄弟の以德、以正、以和、以賢も、日本での以文の事業に関わった。同一族は、霧峰の出身であるが、霧峰林家とは関係がない。
台中州立台中商業学校（現在の国立台中科技大学）を卒業後、東京に移住する。1935年（昭和10年）12月11日には長男の林瑞祥、1937年（昭和12年）3月27日には次男の林瑞禎、1941年（昭和16年）3月15日には三男の林瑞峰、1943年（昭和18年）8月14日には四男の林光男がそれぞれ生まれている。1943年に中央大学経済学部を卒業、戦時中は、日本曹達の日曹コンツェルン傘下、中西製薬の工場長を務めた。
第二次世界大戦が終結した後、1947年（昭和22年）4月、戦前に隆盛を誇った劇場、新宿ムーランルージュの再建を手がける。かつて東京府立第五高等女学校（移転して現在の東京都立富士高等学校）のあった地区（歌舞伎町）を開発することになり、同年12月、林が映画館新宿地球座（歌舞伎町753番地）を新築・開業し、同地の商業進出第1号となった。翌1948年（昭和23年）5月、惠通企業株式会社（現在の株式会社ヒューマックス）を設立、地球座等の経営に取り組んだ。岸信介、福田赳夫ら日本の政界人と交流するとともに、同年、東京華僑總會の会長に就任した。再建に取り組んでいたムーランルージュを、1951年（昭和26年）5月に閉館した。同年、日本華僑聯合總會の会長に就任、以降、亡くなるまで在任した。1953年（昭和28年）1月2日、地球座の斜め前の地に新宿劇場（歌舞伎町879番地）を新築・開業、当初はムーランルージュ同様の軽演劇を上演し、古川ロッパらも出演したが、やがて洋画のロードショー館とした。1956年（昭和31年）4月に発売された雑誌『実業界』4月号には、「興行界の風雲児 林以文という男」という記事が掲載され、その横顔が紹介された。
1958年（昭和33年）4月に恵通不動産株式会社、同年6月に恵通商事株式会社および株式会社地球会館を設立し、同年12月に新宿地球会館（現在のヒューマックスパビリオン新宿アネックス）を新築・落成すると、同会館に入居する地球座・新宿座を地球会館の経営とした。同年7月には、台湾の出身地に「錦順紀念館」を設立するとともに、学校に楽器等を寄付している。日本の宅地の大規模開発事業に進出し、1961年（昭和36年）2月には「恵通苑」3万坪、1963年（昭和38年）3月には「越路苑」23万坪をそれぞれ宮城県仙台市の郊外で造成・分譲を行った。同年11月には、渋谷地球会館（現ヒューマックスパビリオン渋谷公園通り）を新築・落成した。1965年（昭和40年）11月には、ジョイパックフィルム株式会社（のちのヒューマックスピクチャーズ、全事業を譲渡して現在はヒューマックスシネマ）を設立、映画製作業に進出している。同年、出身地に図書館を設立すべく資金的にも多大に協力して完成、同図書館は以文の名を冠して「台中市霧峰区以文図書館」と命名された。
1970年（昭和45年）10月、惠通企業を頂点とした「恵通グループ」を「恵通ジョイパックグループ」と改称、歌舞伎町の新宿劇場を閉館し、翌1971年（昭和46年）10月、その跡地に新宿ジョイパックビル（現在のヒューマックスパビリオン新宿歌舞伎町）を新築・落成した。1973年（昭和48年）、台湾の僑選立法委員（在外の立法委員、日本の国会議員に相当）に選出され、以降、亡くなるまで在任した。1975年（昭和50年）4月5日の中華民国総統・蔣介石の死去にあたって、『週刊サンケイ』の「蔣介石総統の死におもう」に追悼文を寄せた。同年5月、惠通企業常務取締役を務める三男の林瑞峰がジョイパックフィルム社長に就任した。
1976年（昭和51年）3月26日、午前8時に脳出血のため都内の自宅で死去した。満64歳没。福田赳夫が葬儀委員長、亜東関係協会駐日代表の馬樹礼が同副委員長を務め、同年4月1日、青山葬儀所で葬儀・告別式が行われた。
没後の同年6月、惠通企業の社長には、長男の林瑞祥が就任した。同年7月、新宿ジョイパックビル別館（現在のヒューマックスパビリオン新宿東口）が新築・落成した。同年9月15日、褒揚令により、同13日付で台湾政府から「忠謨碩望」の称号を授与されたことが公表された。長男・瑞祥が、惠通企業を「ヒューマックス」、「恵通ジョイパックグループ」を「ヒューマックスグループ」と改称したのは、以文の没後11年を経た1987年（昭和62年）7月のことであった。